# Hao Ting
Pour les articles homonymes, voir Hao (homonymie).
Hao Ting est une gymnaste rythmique chinoise née le 23 mars 2001 à Yancheng, dans le Jiangsu. Elle a remporté la médaille d'or de l'épreuve par équipes de gymnastique rythmique aux Jeux olympiques d'été de 2024, organisés à Paris.